# Feldbahn Rühlermoor
| Feldbahn Rühlermoor | Feldbahn Rühlermoor |
| ------------------- | ------------------- |
| Streckenverlauf     |                     |
| Streckenlänge:      | 120 km              |
| Spurweite:          | 900 mm (Schmalspur) |
|                     |                     |

Die Feldbahn Rühlermoor  wird heute noch(2019) auf einem 120 km langen,(2013) Schienennetz mit einer Spurweite von 900 mm im Ölfeld Rühle im Bourtanger Moor, in der Nähe des Ortes Twist, betrieben. Es ist das größte zusammenhängende Feldbahnnetz Deutschlands und dient heute dem Torfabbau und der Ölförderung.

## Geschichte
Die ersten Feldbahnschienen wurden 1913 vom Heseper Torfwerk verlegt. Auf einer 1922 in Betrieb genommenen längeren Strecke nach Meppen wurde bis 1956 sogar beschränkt öffentlicher Personenverkehr sowie der Transport von Gütern und Stückgütern durchgeführt. Die Strecke führte anfangs bis Meppen, wo die Wagenkästen der Torfloren mit einem Kabelkran über die Ems in eine am anderen Emsufer gelegene Hafen- und Umschlaganlagen gehoben wurden. Das Torfkraftwerk Rühler Moor wurde 1926–1974 mit über die Feldbahn angelieferten Schwarztorf betrieben. Die Strecke von Groß Hesepe bis Rühle wurde 1974 außer Betrieb genommen, nachdem der weiter nach Meppen führende Teil bereits 1970 stillgelegt worden war.

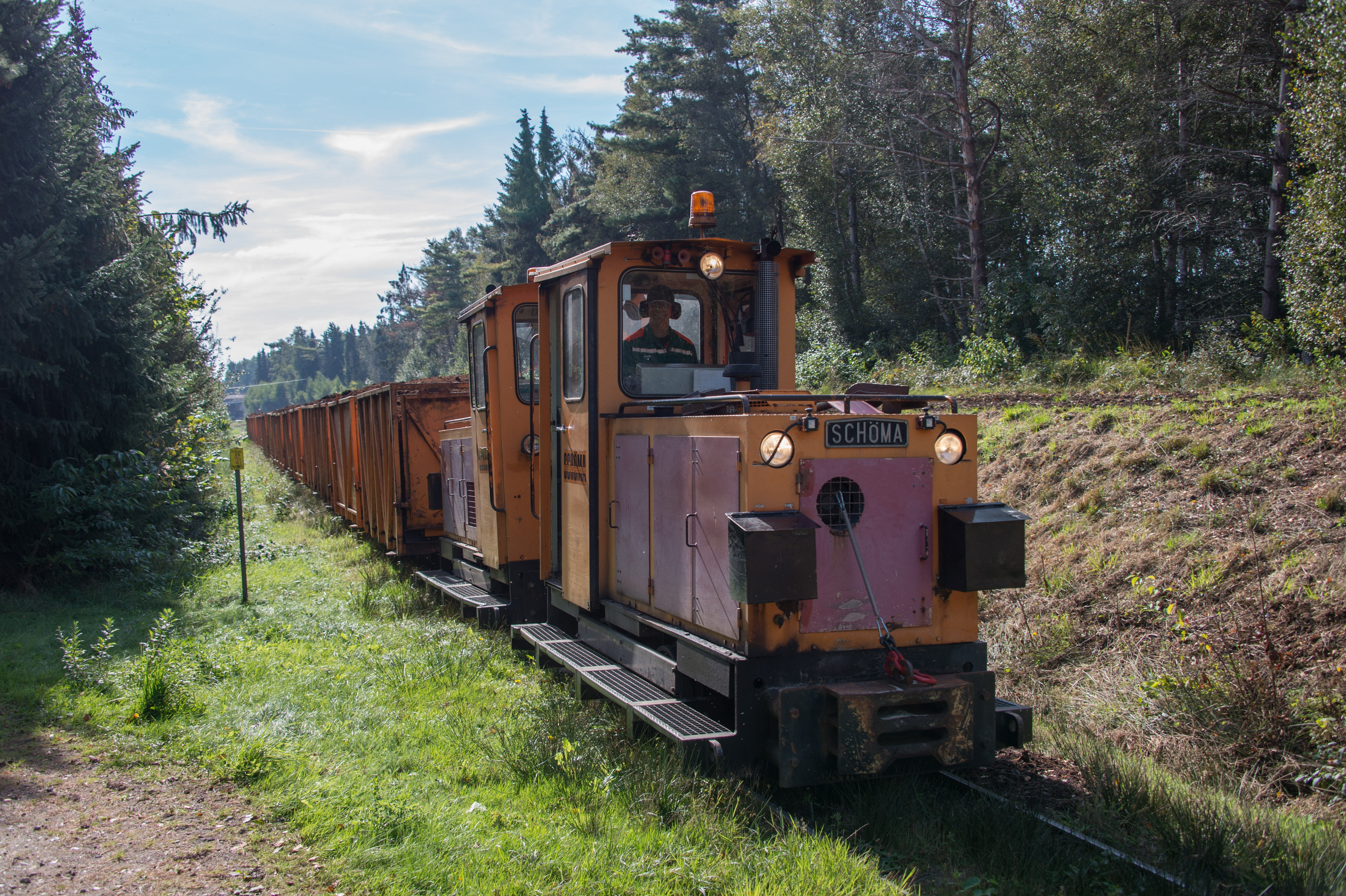
Feldbahn von Klasmann-Deilmann im Provinzialmoor

1927 übernahm das Heseper Torfwerk die Verhoeve'schen Torfstreufabriken GmbH Schöninghsdorf und nannte sich daraufhin Annaveen GmbH. Die Netze der beiden Feldbahnen wurden während des Zweiten Weltkrieges miteinander verbunden.
Nachdem Graf von Landsberg-Velen 1933 als Miteigentümer aus der Heseper Torfwerk GmbH ausgeschieden war, wurde Georg Klasmann Alleingesellschafter. 1971 wurden die beiden Werke zur Klasmann-Werke GmbH vereint. Nach dem Zusammenschluss mit der Firma Deilmann wurde das Unternehmen 1990 in Klasmann-Deilmann GmbH umbenannt.
Die Strecke wird heute vor allem von den Erdölkonzernen ExxonMobil, Gaz de France und Jan Kwade & Sohn benutzt, um mehr als 200 Erdölförderstellen im Rühlermoor auf der Schiene zu erreichen.

## Heutige Betreiber
- ExxonMobil Production Deutschland GmbH (EMPG)
- Gaz de France Produktion Exploration Deutschland GmbH/GDF Suez
- Jan Kwade & Sohn, Hoch- und Tiefbau, 49716 Meppen (Rühlermoor)
- Torfwerk Klasmann-Deilmann

## Frühere Betreiber
- Westdeutsche Erdölleitungs-GmbH
- Gewerkschaften Brigitta und Elwerath
- BEB Erdgas und Erdöl (Brigitta-Elwerath Betriebsführungsgesellschaft)
- Deutsche Schachtbau- und Tiefbohrgesellschaft
- Deilmann Erdöl und Erdgas
- Preussag Energie Rühlermoor[3]

## Schienenfahrzeuge

### Lokomotiven
| Betreiber          | Nr. | Hersteller | Werks-Nr. | Baujahr | Typ        | Leistung | Gewicht | Motor-Nr.  | Farbe  | Bemerkungen             |
| ------------------ | --- | ---------- | --------- | ------- | ---------- | -------- | ------- | ---------- | ------ | ----------------------- |
| Gaz de France/EMPG | 10  | Schöma     | 2615      | 1962    |            | 45 PS    | 5 t     | 3328667/69 | grün   |                         |
| Gaz de France/EMPG | 13  | Schöma     | 3396      | 1972    | CHL40G     |          |         |            | gelb   | umgebaut                |
| Gaz de France/EMPG | 14  | Schöma     | 3397      | 1972    | CHL40G     |          |         |            |        |                         |
| Gaz de France/EMPG | 15  | Schöma     | 4082      | 1975    | CHL20G     | 29 PS    | 4 t     | 5409822    | grün   |                         |
| Gaz de France/EMPG | 17  | Schöma     | 4084      | 1975    | CHL40G     | 47 PS    | 6 t     | 5534314    | grün   |                         |
| Gaz de France/EMPG | 21  | Schöma     | 4247      | 1978    | CHL30G     | 49 PS    | 6 t     | 5788447    | gelb   | umgebaut                |
| Gaz de France/EMPG | 22  | Schöma     | 4251      | 1978    | CHL30G     | 49 PS    | 6 t     | 5776235    | grün   |                         |
| Gaz de France/EMPG | 24  | Schöma     | 4306      | 1979    | CHL20G     | 29 PS    | 4 t     | 5977466    | grün   |                         |
| Gaz de France/EMPG | 25  | Schöma     | 4311      | 1979    | CHL30G     | 49 PS    | 6 t     | 6029222    | gelb   | umgebaut                |
| Gaz de France/EMPG | 26  | Schöma     | 4528      | 1982    | CHL30G     | 36 PS    | 6 t     | 6562835    | grün   |                         |
| Gaz de France/EMPG | 27  | Schöma     | 4527      | 1982    | CHL30G     | 36 PS    | 6 t     | 6562834    | grün   |                         |
| Gaz de France/EMPG | 28  | Schöma     | 5377      | 1993    | CHL40G     | 46 kW    | 7 t     | 8312845    | weiß   |                         |
| Gaz de France/EMPG | 29  | Schöma     | 5397      | 1994    | CHL40G     | 46 kW    | 7 t     | 8312852    | weiß   |                         |
| Gaz de France/EMPG | 30  | Schöma     | 5774      | 2003    | CHL60G     | 82 kW    | 12 t    | 00796040   | weiß   |                         |
| Kwade              |     | Diema      | 4893      | 1986    | DFL30/1.9  | 19 kW    | 3 t     | 7230783    | blau   |                         |
| Kwade              |     | Diema      | 4894      | 1986    | DFL30/1.10 | 37 kW    | 6 t     | 7078108    | blau   |                         |
| Kwade              |     | Diema      | 4895      | 1986    | DFL30/1.10 | 37 kW    | 6 t     | 7078122    | blau   |                         |
| Klasmann-Deilmann  | 8   | Schöma     | 6317      |         |            |          |         |            | orange |                         |
| Klasmann-Deilmann  | 9   | Schöma     | 6318      |         |            |          |         |            | orange |                         |
| Klasmann-Deilmann  | 10  | Schöma     | 6319      | 2009    | CHK40G     |          |         |            | orange |                         |
| Klasmann-Deilmann  | 11  | Schöma     | 6320      | 2010    | CHK40G     |          |         |            | orange |                         |
| Klasmann-Deilmann  | 57  | Diema      | 6366      | 1955    |            |          |         |            | orange |                         |
| Klasmann-Deilmann  | 58  | Diema      | 6367      | 1954    | DS 30      |          |         |            | orange |                         |
| Klasmann-Deilmann  | 60  | Diema      | 6369      | 1960    | DS 30      |          |         |            | orange | umgebaut zur DFL 60/1.1 |
| Klasmann-Deilmann  | 61  | Diema      | 6370      | 1963    | DS 30/3    |          |         |            | orange |                         |
| Klasmann-Deilmann  | 64  | Diema      | 6373      |         |            |          |         |            | orange |                         |
| Klasmann-Deilmann  | 83  | Schöma     | 6392      |         |            |          |         |            | orange |                         |
| Klasmann-Deilmann  | 84  | Schöma     | 6393      | 1992    | CHL40G     |          |         |            | orange |                         |
| Klasmann-Deilmann  | 85  | Schöma     | 6394      |         |            |          |         |            | orange |                         |

### Wagen
Es gibt Kesselwagen, Schwerttransport-Tieflader mit Schöma-Drehgestellen, Gleisbau-Spezialwagen, Werkzeugwagen, Gestängetransportwagen, klapp- und ausziehbare Bohrtürme sowie rollende Büro-, Aufenthalts- und Sanitärcontainer.